# 「再見」「謝謝」～唯一的地方～
『「再見」「謝謝」～唯一的地方～』是日本創作歌手・川嶋愛在2005年11月17日發售的第5張單曲。

## 概要
前作『美人魚』的約三個月之後發售的單曲。收錄的歌曲全部都有商業搭配。

## 收錄曲
- 全作詞・作曲：川嶋あい

### 通常盤
1. 「再見」「謝謝」～唯一的地方～
編曲：ieP
日本電視台系綜藝節目『サルヂエ』的終場歌曲
2. 朝向未來的道路（未来への道）
編曲：ieP
「第31回 柏林馬拉松」「第16回出雲全日本大学選抜駅伝競走」印象歌曲
將第一張迷你專輯『從這個地方… 』的收錄曲大幅改編的歌曲。
3. 手心向太陽（手のひらを太陽に）
作詞：やなせたかし／作曲：いずみたく／編曲：ieP
富士電視台晨間節目『鬧鐘電視』（2004年11月度）主題曲
4. 「再見」「謝謝」～唯一的地方～（instrumental）